# شیطان در کلاس هفتم
شیطان در کلاس هفتم (لهستانی: Szatan z siódmej klasy) یک فیلم عاشقانه لهستانی به کارگردانی ماریا کانیه‌فسکا است که در سال ۱۹۶۰ منتشر شد. فیلم‌نامهٔ این فیلم بر پایهٔ رمانی به همین نام به قلم کورنل ماکوشینسکی نگاشته شده است که یک کتاب کلاسیک کودکان در لهستان به حساب می‌آید.
«کلاس هفتم» در عنوان این فیلم بر اساس نظام آموزشی لهستان در زمان نگارش این رمان است که دانش آموزان چهار سال آموزش ابتدایی و سپس هشت سال تحصیلات تکمیلی (دبیرستان) را می‌خواندند. قهرمان رمان و فیلم در کلاس هفتم دبیرستان است (کلاس یازدهم در نظام آموزشی آمریکای شمالی یا سوم دبیرستان در نظام قدیم ایران) و بنابراین حدود ۱۷ سال سن دارد.

## گزیدهٔ بازیگران
- یوزف اسکفارِک در نقش «آدام چیسوفسکی»
- استانیسواف میلسکی
- پُـلا راسکا
- کاژیمیش ویخنیاش
- میچیسواف چخوویچ
- یانوش کوئوشینسکی
- ریشارد باریچ
- ریشارد رونچفسکی
- یان پاوئو کروک
- ماچئی دامینتسکی
- ماوگوژاتا پیه‌کارسکا
- الکساندر فوژیل
- کشیشتف کرافچیک
- چسواف لاسوتا